# Bande (bande dessinée)
Pour les articles homonymes, voir Bande et Bandeau.
En bande dessinée, une bande (de l'anglais strip) ou un bandeau est une suite de cases, disposées sur une ligne. Cette disposition est particulièrement visible dans les comic strips.

## Lecomic strip

### Description
Le comic strip, littéralement « bande comique », histoire courte initialement publiée dans la presse américaine de la fin du XIXe siècle, fait partie des plus anciens styles de bande dessinée ; il est constitué d'une bande horizontale composée d'une ou plusieurs cases (souvent 3 ou 4 cases) et raconte une histoire relevant de l'humour. The Yellow Kid est généralement considéré comme l'un des premiers comic strips.
La structure la plus classique des comic strips les plus célèbres présente une histoire en trois temps, dans une bande de trois à quatre cases : une introduction avec la situation de départ, un développement avec l'intervention d'un élément perturbateur de la situation précédente, une conclusion avec une résolution du problème précédent, en utilisant souvent un retournement de situation qui amène le caractère humoristique de la bande.

### Œuvres de référence
Parmi les plus célèbres comic strips se retrouvent Mafalda, Peanuts avec le chien Snoopy, Garfield, Calvin & Hobbes, Dilbert, Popeye et Katzenjammer Kids (traduit en français sous le titre Pim Pam Poum).

## Leyon-koma

### Description
Le yon-koma est une bande d'origine japonaise : son nom signifie littéralement « quatre cases » ; les cases sont réparties en bande verticale et suivent ainsi la lecture verticale japonaise ; initialement, il est lui aussi publié dans la presse écrite, japonaise, et a un ton généralement humoristique. De nos jours, il a évolué également vers des publications sur Internet ; il peut aussi se retrouver dans les pages bonus de certains mangas.

### Œuvres de référence
Parmi les yon-koma les plus importants se trouvent : Le monde merveilleux de Sazae-san (ou Sazae-san), K-On !, Azumanga Daioh et Mes voisins les Yamada.